# Imperio bizantino bajo la dinastía Amoriana
El Imperio Bizantino fue gobernado por la dinastía amoriana entre 820 y 867. Continuó la política de iconoclasia bizantina restaurada (la «Segunda Iconoclasia») iniciada por el anterior emperador no dinástico León V el Armenio en 813, hasta su abolición por la emperatriz Teodora con la ayuda del patriarca Metodio en 842. La continua iconoclasia empeoró aún más las relaciones entre Oriente y Occidente, ya deterioradas tras las coronaciones papales de una línea rival de "emperadores romanos", comenzando con Carlomagno en el año 800. Las relaciones se deterioraron aún más durante el llamado Cisma de Focio, cuando el papa Nicolás I impugnó la elevación de Focio al patriarcado. Sin embargo, la época también presenció un resurgimiento de la actividad intelectual, marcado por el fin de la iconoclasia bajo el reinado de Miguel III, lo que contribuyó al inminente Renacimiento macedonio.
Durante la Segunda Iconoclasia, el Imperio comenzó a ver la implementación de sistemas similares al feudalismo, con grandes terratenientes locales adquiriendo cada vez mayor protagonismo, quienes recibían tierras a cambio de prestar servicio militar al gobierno central. Sistemas similares habían existido en el Imperio Romano desde el reinado de Alejandro Severo durante el siglo III, cuando a los soldados romanos y sus herederos se les otorgaban tierras con la condición de servir al Emperador.

## Miguel II
Miguel fue originalmente un soldado de alto rango al servicio del emperador Miguel I Rangabe de la Dinastía fócida. Ayudó a León V a derrocar a Miguel I, pero, al deteriorarse las relaciones entre León y Miguel, este acabó condenando a muerte a Miguel. En respuesta, Miguel lideró una conspiración que resultó en el asesinato de León en la Navidad del año 820. Al tomar el trono, Miguel II se enfrentó de inmediato a una revuelta de Tomás el Eslavo, que derivó en una guerra civil que duró cuatro años y casi le costó el trono a Miguel.  Miguel continuó la práctica de la iconoclasia, revitalizada por León V.
El reinado de Miguel II presenció dos grandes desastres militares que tendrían efectos permanentes en el Imperio: el inicio de la conquista musulmana de Sicilia y la pérdida de Creta a manos de los sarracenos.
Miguel no era popular entre el clero ortodoxo, pero demostraría ser un estadista y administrador competente, que finalmente trajo la tan necesaria estabilidad al Imperio tras décadas de conflictos y guerras, e incluso la restauración del ejército. Le sucedió su único hijo, Teófilo, a su muerte en 829.

## Teófilo
Teófilo sucedió a Miguel II en 829 y fue el último emperador bizantino que apoyó la iconoclasia. Teófilo libró una guerra contra los árabes durante todo su reinado, viéndose obligado a combatir en dos frentes, ya que Sicilia había sido tomada y los ejércitos árabes continuaban avanzando desde el este. La defensa tras la invasión de Anatolia por el califa Al-Mamún en 830 fue dirigida por el propio emperador, pero los bizantinos fueron derrotados y perdieron varias fortalezas.  En 831, Teófilo tomó represalias liderando un gran ejército hacia Cilicia y capturando Tarso. El emperador regresó triunfante a Constantinopla, pero en otoño fue derrotado en Capadocia. Otra derrota en la misma provincia en 833 obligó a Teófilo a pedir la paz, que obtuvo al año siguiente, tras la muerte de Al-Mamún.
La guerra continuó, y Teófilo dirigió personalmente ejércitos hacia Mesopotamia en 837, capturando Melitene y Arsamosata con un enorme ejército de 70.000 hombres. Se produjeron nuevas batallas y ataques hasta que Teófilo falleció de enfermedad en 842. Fue sucedido por su hijo Miguel III.

## Miguel III
Miguel III desempeñaría un papel vital en el resurgimiento bizantino del siglo IX. Como Miguel tenía tan solo dos años cuando falleció su padre, el Imperio estaba gobernado por una regencia encabezada por su madre Teodora, su tío Sergio y el ministro Teoctisto. La emperatriz simpatizaba con los iconódulos y depuso al patriarca Juan VII de Constantinopla, sustituyéndolo por el iconódulo Metodio de Constantinopla en 843. Esto puso fin a la segunda ola de iconoclastia. Miguel y sus partidarios derrocaron esta regencia en 857, convirtiéndose en emperador.
Su reinado se caracterizó por una guerra continua contra los árabes y, debido a su naturaleza amante de los placeres, fue apodado "el Beodo" por cronistas posteriores que simpatizaban con su asesino y sucesor, Basilio I.